# Styrax heterotrichus
Styrax heterotrichus är en storaxväxtart som beskrevs av Janet Russell Perkins. Styrax heterotrichus ingår i släktet Styrax och familjen storaxväxter. Inga underarter finns listade i Catalogue of Life.